# Shades of God
Shades of God es el tercer álbum de Paradise Lost. Aunque Paradise Lost durante toda su carrera ha jugado con distintas influencias, en este trabajo se aprecian los últimos resabios de Death Metal en el grupo. En este caso, la voz de Nick Holmes sigue siendo gutural en su mayoría, pero en este caso incorpora melodía además de voces limpias y barítonas. Las influencias del darkwave descienden dramáticamente, mientras aumenta la experimentación con grupos clásicos del doom metal tradicional como Trouble, Black Sabbath y Cathedral, y también se avista cierta influencia del Thrash metal (en las secciones más rápidas).
En general, la banda sólo toca en vivo las canciones Pity The Sadness y As I Die (que también fue lanzado como sencillo)

## Lista de canciones
1. "Mortals Watch the Day" – 5:12
2. "Crying for Eternity" – 7:05
3. "Embraced" – 4:29
4. "Daylight Torn" – 7:54
5. "Pity the Sadness" – 5:05
6. "No Forgiveness" – 7:37
7. "Your Hand in Mine" – 7:08
8. "The Word Made Flesh" – 4:41
9. "As I Die" – 3:49

## Créditos
- Nick Holmes - Voz
- Gregor Mackintosh - Guitarra líder
- Aaron Aedy - Guitarra rítmica
- Steve Edmondson - Bajo
- Matthew Archer - Batería

- Datos: Q1578738